# Hou Xuan
En aquest nom xinès, el cognom és Hou.
Hou Xuan va ser un general militar servint sota el senyor de la guerra Han Sui durant el període de la tardana Dinastia Han Oriental de la història xinesa.
Quan Ma Chao va anar a reclutar un exèrcit contra Cao Cao, Hou Xuan va lluitar al costat del seu senyor, Han Sui. En el moment en què Han Sui va enemistar-se amb Ma Chao, tant Hou Xuan com Han Sui es van rendir a Cao Cao.